# Mödlareuth
Mödlareuth – dzielnica miasta (Stadt) oraz jednocześnie gminy wiejskiej (Gemeinde) leżąca na pograniczu Bawarii i Turyngii, licząca ok. 50 mieszkańców. Podzielona od ponad 400 lat, a przez 41 lat przez środek dzielnicy przechodziła granica pomiędzy NRD a Niemcami Zachodnimi.
Jako dzielnica miasta należy do Gefell w kraju związkowym Turyngia, w powiecie Saal-Orla, natomiast jako dzielnica gminy wiejskiej należy do Töpen w kraju związkowym Bawaria, w rejencji Górna Frankonia, w regionie Oberfranken-Ost, w powiecie Hof, we wspólnocie administracyjnej Feilitzsch.
W 1966 roku wzdłuż granicy postawiono mur o długości około 800 metrów. Amerykanie nazwali miejscowość „małym Berlinem”. W 1983 ówczesny wiceprezydent Stanów Zjednoczonych George H.W. Bush odwiedził dzielnicę wypowiadając słowa: Ich bin ein Mödlareuther! (pol. „jestem mieszkańcem Mödlareuth”) jako nawiązanie do słów Johna F. Kennedy’ego Ich bin ein Berliner.
17 czerwca 1990, siedem miesięcy po upadku Muru Berlińskiego i cztery miesiące przed zjednoczeniem Niemiec zburzono większą część muru. Niewielką jego część pozostawiono ku pamięci. Obecnie mur jest atrakcją turystyczną. W 1994 utworzono tutaj skansen (Freilichtmuseum Mödlareuth).